# Горст Янковський
Горст Янковський (нім. Horst Jankowski; (30 січня 1936 , Берлін  — 29 червня 1998 , Радольфцелль, Баден-Вюртемберг )) — німецький пианист, композитор, джазмен, кінокомпозитор. Популярність йому принесли композиції у рамках легкої музики.

## Біографія
Янковський народився у Берліні. Закінчивши навчання у Берлінській музичній консерваторії, Янковський грав джаз у нічних клубах. У 1960-ті роки до Янковського вперше прийшов успіх, коли він став складати інструментальні композиції в рамках легкої музики (одною з найпопулярніших була «Поїздка по Шварцвальду»).
У 1970-ті роки Янковський знову звернувся до джазу та його популярність різко знизилася. Помер Янковський у 1998 році.